# زبلیک
زبلیک (به آلمانی: Seeblick) یک شهر در آلمان است که در هافه‌لانت واقع شده‌است. زبلیک ۹۷۲ نفر جمعیت دارد.